# Alan Wake's American Nightmare
Alan Wake's American Nightmare é um jogo eletrônico de tiro em terceira pessoa desenvolvido pela Remedy Entertainment e publicado pela Microsoft Studios para Xbox 360 em 22 de fevereiro de 2012. O jogo é uma continuação e spin-off de seu predecessor, Alan Wake. Mais tarde no mesmo ano, uma versão para Microsoft Windows foi lançada.

## Jogabilidade
Alan Wake's American Nightmare utiliza a mesma mecânica de combate encontrada em Alan Wake: Alan tem uma lanterna, que deve ser focalizada nos inimigos antes de disparar armas contra eles. American Nightmare é mais focado na batalha, contendo mais munição e uma variedade maior de armas, incluindo uma metralhadora, uma pistola de pregos, uma besta e escopetas de combate, entre outras. Algumas armas são desbloqueadas por meio de caixas encontradas nos mapas, que exigem um determinado número de páginas de manuscrito adquiridas para serem abertas. As páginas coletáveis também estavam presentes em Alan Wake, embora servissem apenas para fornecer um elemento adicional à história.
O jogo também apresenta um modo arcade, onde Alan enfrenta ondas de inimigos cada vez mais difíceis. Novos mapas do modo arcade são desbloqueados conforme são concluídos com sucesso, enquanto as armas disponíveis são determinadas pelo número de páginas que foram recuperadas no modo história.

## Enredo

### Locação e personagens
Alan Wake gira em torno do protagonista que dá nome ao jogo, um ex-autor de best-sellers de ficção policial. Durante férias na pequena cidade de Bright Falls, Washington, Alan encontrou uma entidade sobrenatural conhecida como Dark Presence, que o forçou a escrever o esboço de um romance de terror que lhe daria poder, transformando os eventos da história em realidade. Isso ocorreu por meio do poder de Dark Place, uma dimensão alternativa subjetiva localizada abaixo do vulcânico Lago Cauldron, perto de Bright Falls. Alan conseguiu derrotar a Dark Presence alterando o final do manuscrito, libertando Bright Falls e destruindo a Dark Presence, mas aprisionando Alan no Dark Place.
Alan Wake's American Nightmare é centrado no Sr. Scratch, um sósia de Alan criado pelo poder do Lago Cauldron. Durante os eventos do jogo, é revelado que o Sr. Scratch foi criado quando falsos rumores se espalharam sobre Alan após seu desaparecimento; o poder de Dark Place transformou essa falsa informação em realidade na forma do Sr. Scratch, que representa uma versão negativa e puramente maligna de Alan. O Sr. Scratch serve a uma entidade desconhecida de Dark Place e procura usar seu poder para mergulhar a Terra na escuridão. Alan quer derrotar o Sr. Scratch para proteger a humanidade, especialmente sua esposa, Alice Wake. Assim como a Dark Presence, o Sr. Scratch tem o poder de possuir seres humanos e transformá-los em “Taken”, monstruosidades que só podem ser mortas quando a luz incide sobre elas.
O jogo se passa em Night Springs, uma cidade fictícia trazida à vida pelos escritos de Alan. Dentro da cidade, Alan encontra vários habitantes que o ajudam em sua missão de deter o Sr. Scratch, incluindo a mecânica Emma Sloan, a astrônoma Dra. Rachel Meadows e a curadora de arte Serena Valdivia. Outros personagens que fazem aparições no jogo incluem o amigo e agente de Alan, Barry Wheeler, e os irmãos Anderson, músicos de heavy metal de Bright Falls que ajudaram Alan durante os eventos do primeiro jogo e que Barry agora gerencia durante a sua turnê de retorno.

### Narrativa
O enredo de American Nightmare é enquadrado pela narração de um episódio do programa de TV fictício, Night Springs, que segue o estilo de The Twilight Zone e apareceu nas telas de televisão durante Alan Wake. O episódio é exibido em uma tela de TV no quarto de hotel de Barry Wheeler, amigo e ex-agente de Alan. A narração explica que Alan está tentando perseguir o “arauto da escuridão”, o Sr. Scratch, que é o sósia maligno de Alan criado por uma força sombria. Scratch está determinado a acabar com tudo o que Alan ama, inclusive sua esposa, Alice. Alan, como o “campeão da luz”, tem a capacidade de reescrever a realidade e conseguiu escrever sua fuga do Lago Cauldron, em Washington. Ele vai parar perto da pequena cidade de Night Springs, Arizona, e descobre que está desaparecido do mundo real há quase dois anos.
Uma torre de perfuração de petróleo próxima eclode com hordas de Taken controladas pelo Sr. Scratch. Em busca de luz, Alan corre para um hotel de beira de estrada próximo, onde encontra Emma Sloan, que, a princípio, pensa que ele é o Sr. Scratch, já que eles são idênticos. Ela diz a Alan que Scratch esteve no hotel na noite anterior e fornece a Alan uma página datilografada, uma forma de alterar a realidade para destruir a torre e deter os Taken. Alan segue as instruções e altera a cena ao lado da torre de petróleo, o que faz com que um meteoro colida com um satélite artificial, lançando-o em direção à Terra, onde colide com a torre de petróleo. Enquanto Alan está realizando essa tarefa, as forças das trevas consomem Emma.
Seguindo as pistas que encontrou no hotel, junto com um conjunto de chaves, Alan se dirige a um observatório próximo. Lá, a Dra. Rachel Meadows, que também havia encontrado o Sr. Scratch anteriormente, está rastreando um sinal misterioso enviado pouco antes de o satélite sair de órbita. Rachel diz a Alan que o Sr. Scratch estava muito interessado nesse sinal, e Alan supõe que ele deve conter a chave para derrotá-lo. Antes que eles possam obter o sinal completo, o telescópio do observatório é sabotado pelos Taken. Depois que Alan conserta os danos, uma parte do sinal é transmitida e se traduz em uma página de uma história: uma nova realidade que Alan pode possivelmente implementar.
A página direciona Alan para um cinema drive-in próximo, onde ele conhece Serena Valdivia, que está sob a influência da escuridão. Depois de libertá-la, restaurando a energia e acendendo as luzes, Serena diz a Alan que o Sr. Scratch está tentando impedir que o sol nasça novamente. Ela dá a Alan o código de segurança da sala de projeção, onde ele pode mudar a realidade. Alan usa a mensagem incompleta para tentar definir a nova realidade; no entanto, como a mensagem é apenas parcial, a nova realidade não entra em vigor. O Sr. Scratch aparece, vangloriando-se, e envia Alan de volta no tempo para algumas horas antes. Alan percebe que o Sr. Scratch pretende manter Alan preso no ciclo temporal para sempre, até que ele seja finalmente morto e o Sr. Scratch fique livre para dominar o mundo.
Ao acordar novamente perto do hotel, Alan repete muitos dos mesmos movimentos. Emma e Rachel ainda têm algumas lembranças dos eventos do ciclo anterior e ajudaram a realizar algumas das tarefas anteriores de Alan para ele. Apesar de seus esforços para mudar os eventos dessa vez, Emma é consumida novamente pela escuridão. Rachel consegue capturar uma parte mais longa do sinal dessa vez, mas ainda está incompleta. Quando Alan retorna ao cinema drive-in, ele ainda não consegue completar a nova realidade e é novamente enviado de volta no tempo pelo Sr. Scratch.
Alan repete suas ações pela terceira vez, mas, dessa vez, consegue salvar Emma e obter a mensagem completa de Rachel. Ele define a série correta de eventos na sala de projeção, que aciona o projetor para mostrar um filme feito por Alice. O Sr. Scratch aparece novamente, mas descobre que Alan conseguiu escrever a nova realidade e é eliminado do filme. Na tela, Alan parece se reunir com Alice em uma praia iluminada pelo sol; no entanto, o narrador questiona se esses eventos realmente ocorreram ou se foram apenas fruto da imaginação de Alan.
Em uma cena pós-créditos, Barry acorda repentinamente, acreditando ter ouvido a voz de Alan.

## Desenvolvimento e lançamento
Em 9 de maio de 2011, uma sequência do jogo original foi sugerida quando “Alan Wake 2” foi exibido no currículo de Althea Suarez Gata. No mesmo dia, a informação foi removida. Em 10 de maio de 2011, Oskari Häkkinen, da Remedy, disse ao site Joystiq, que havia divulgado um rumor sobre o anúncio, que o anúncio oficial desse jogo estava próximo. Ele enfatizou que não seria considerado “Alan Wake 2”, mas também não seria um mero conteúdo complementar.
O Spike Video Game Awards 2011 mostrou um novo trailer do jogo em 10 de dezembro de 2011. Havia sido especulado que o jogo seria um jogo para Xbox Live Arcade chamado “Alan Wake's Night Springs”. A primeira imagem do jogo foi divulgada pela Game Informer em 7 de novembro de 2011. Pouco antes do Video Game Awards, a IGN divulgou uma captura de tela do jogo.
Alan Wake's American Nightmare foi publicado mundialmente pela Microsoft Studios para Xbox 360 através do Xbox Live Arcade em 22 de fevereiro de 2012. Após rumores de que o jogo seria lançado para Microsoft Windows, a Remedy Entertainment anunciou no início de maio de 2012 que o jogo estaria disponível para a plataforma em 22 de maio de 2012. Esta versão também recebeu uma versão física, distribuída pela Nordic Games.

### Trilha sonora
Petri Alanko, compositor do primeiro jogo, retornou para compor a trilha sonora de American Nightmare. As faixas licenciadas incluem a canção “Club Foot”, da banda britânica de indie rock Kasabian, que desempenha um papel fundamental na narrativa do jogo. A banda Poets of the Fall também compôs duas novas canções: “The Happy Song”, que é reproduzida quanto o Sr. Scratch aparece, e "Balance Slays the Demon", que aparece como da banda fictícia Old Gods of Asgard.

## Recepção
Alan Wake's American Nightmare recebeu uma recepção "geralmente positiva" em sua versão para Xbox 360 e "mista ou mediana" em sua versão para Windows, de acordo com o agregador de críticas Metacritic.
Steven Hopper da IGN avaliou o jogo com uma nota 8 de 10, elogiando seus elementos de produção e ação, mas criticando a história fraca, o diálogo estranhamente escrito e a falta de suspense. Thierry Nguyen da 1Up.com deu ao jogo uma nota B, dizendo: “Não é Alan Wake 2, nem é um episódio propriamente dito; é apenas a jogabilidade sólida de tiro de Alan Wake casado com uma história ainda mais estranha do que o normal”.

### Vendas
Na primeira semana de lançamento, o jogo foi o jogo mais vendido no Xbox Live Arcade. Até abril de 2015, o jogo havia vendido cerca de 1,2 milhão de cópias. Um vazamento de dados da Valve ocorrido em julho de 2018 evidenciou que 521.355 jogadores haviam jogado Alan Wake's American Nightmare na plataforma Steam.

## Sequência
Após o anúncio de Alan Wake's American Nightmare, a Remedy Entertainment declarou que este não era o último jogo da série Alan Wake e que uma sequência estava em desenvolvimento. Em maio de 2013, a Remedy confirmou que não estava desenvolvendo um novo Alan Wake, mas sim um novo jogo para Xbox One chamado Quantum Break. Alan Wake II foi anunciado durante o The Game Awards 2021 e lançado em 27 de outubro de 2023. Alan Wake II expande o Universo Conectado da Remedy que compartilha com Control.